# Evita Polidoro
Evita Polidoro (* 1995 in Sesto San Giovanni) ist eine italienische Jazzmusikerin (Schlagzeug, auch Gesang, Komposition), die ihre musikalischen Wurzeln in der Rockmusik hat.

## Leben und Wirken
Polidoro erhielt bereits als Kind Klavierunterricht; sie schloss 2009 ihre Ausbildung in Theorie und Solfeggio am Konservatorium von Turin ab. Nach ihrem Umzug an den Lago Maggiore begann sie, auch Schlagzeug in verschiedenen Grunge- und Indie-Bands zu spielen; 2017 konzertierte sie mit der Band Rumor bei Sanremo Giovani live auf Rai 1. Zwischen 2015 und 2018 lebte sie in Siena, wo sie den dreijährigen akademischen Kurs der Siena Jazz Foundation bei Fabrizio Sferra und Alessandro Paternesi absolvierte.
In Siena gründete Polidoro 2018 das Trio Nerovivo mit den Gitarristen Davide Strangi und Nicolò Faraglia. 2021 begleitete sie zudem Dee Dee Bridgewater auf deren Italien-Tournee und tourte 2022 mit ihr in Europa. Außerdem arbeitete sie mit Miguel Zenón. 2023 holte Maria Pia De Vito sie in ihre Band (This Woman’s Work), 2024 beteiligte Enrico Rava sie an seinem Projekt Fearless Five. 2024 legte sie unter eigenem Namen ihr Debütalbum mit Nerovivo vor. Weiterhin ist sie auf Alben von Michele Bonifati und von Miriam Fornari zu hören.

## Preise und Auszeichnungen
Polidoro gewann zwischen 2011 und 2014 nationale und internationale Wettbewerbe, 2015 bei Sanremo Giovani. Mit ihrem Trio Nerovivo war sie 2019 Finalist beim Conad Jazz-Wettbewerb.